# Anthochirus
Anthochirus is een geslacht van zeekomkommers uit de familie Phyllophoridae.

## Soorten
- Anthochirus loui Chang, 1948